# Litchfield, Kalifornien
Litchfield är en ort i Lassen County i delstaten Kalifornien, USA.